# Bugulella elegans
Bugulella elegans är en mossdjursart som beskrevs av Hayward 1978. Bugulella elegans ingår i släktet Bugulella och familjen Bugulidae. Inga underarter finns listade i Catalogue of Life.